# قليقلة عرعرية
قليقلة عرعرية (الاسم العلمي:Minuartia juniperina) هي نوع من النباتات يتبع جنس القليقلة من الفصيلة القرنفلية.